# Katy Perry, le film : Part of Me
Pour l’article homonyme, voir Part of Me pour la chanson.
Pour plus de détails, voir Fiche technique et Distribution.
Katy Perry, le film : Part of Me (Katy Perry: Part of Me) est un film de concert tourné en 3D sur la chanteuse Katy Perry. Il est sorti aux États-Unis, au Canada, en Australie, en Nouvelle-Zélande, au Royaume-Uni et en Irlande le 5 juillet 2012.

## Synopsis
Ce film raconte l'histoire du début de trajectoire de la carrière de chanteuse gospel de Katy Hudson jusqu'à nos jours comme chanteuse pop et superstar mondiale Katy Perry. Des séquences filmées de performances de sa tournée California Dreams Tour le 23 novembre 2011 au Staples Center de Los Angeles sont aussi montrées.

## Fiche technique
- Titre : Katy Perry, le film : Part of Me
- Titre original : Katy Perry: Part of Me
- Réalisation : Dan Cutforth et Jane Lipsitz
- Montage : Hans van Riet
- Musique : Katy Perry
- Production : Craig Brewer, Brian Grazer[1], Nicole K.L.N. Ebeo
- Société de production : MTV Films, AEG Live, Imagine Entertainment, Insurge Pictures
- Société de distribution :  Paramount Pictures
- Pays de production :  États-Unis
- Langue : anglais
- Format : 2.35:1 - Cinéma numérique 3-D
- Genre : Film de concert
- Durée : 95 minutes
- Budget : 10 millions de dollars
- Date de sortie : 
  - États-Unis : 5 juillet 2012

## Distribution
- Katy Perry
- Russell Brand
- Shannon Woodward
- Kesha
- Glen Ballard
- Rihanna
- Lady Gaga
- Justin Bieber
- Jessie J
- Adele
- Mia Moretti
- Adam Marcello
- Angelica Baehler-Cob
- Johnny Wujek
- Bradford Cobb
- Tasha Layton
- Lucas Kerr
- Rachael Markarian
- Keith Hudson
- Mary Hudson
- Angela Hudson
- David Daniel Hudson
- De nombreux autres

### Développement et promotion

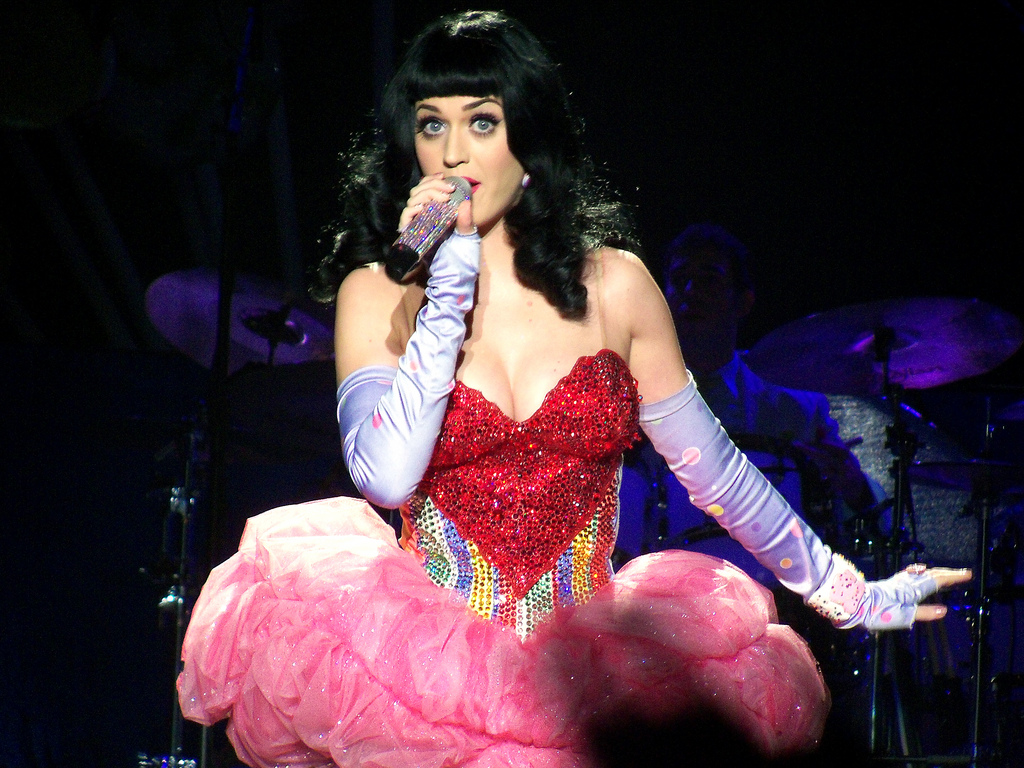
Katy Perry durant le California Dreams Tour.

Le 7 mars 2012, Perry annonça via Twitter qu'elle et Paramount Pictures sortiront un film mi-biopic, mi-concert appelé Katy Perry: Part of Me, qui sortira pendant l'été 2012. Elle tweeta : « ENFIN, mon FILM sera produit par Paramount et sortira cet été ! Il s'appellera "KATY PERRY: PART OF ME" Presented In 3D! KATYCATS-LETS TREND #KP3D ».
Le 31 mars 2012, Perry annonça via Twitter que le film sortira pendant le week-end du 4 juillet. Elle tweeta : « Maintenant...êtes-vous PRÊTS à aller voir MON film PART OF ME en 3D le WEEKEND DU 4 juillet ?! ». Une bande-annonce du film a été dévoilée mondialement le 2 avril 2012 sur l'iTunes Store. Selon Perry lors d'une interview avec Teen Vogue, la raison pour laquelle elle aurait voulu réaliser le film est qu'elle a été inspirée par le film In Bed with Madonna (1991). Elle dit : « Je voulais le faire aussi, pour capturer un instantané de qui je suis maintenant pour que je puisse me rappeler ce que j'ai perdu, si jamais je devenais totalement blasé ». Perry fit alors équipe avec Pepsi dans le but de promouvoir le film. Cette association entre la chanteuse et la marque compris quelques spots télévisés et radio, ainsi que des publicités numériques et des affichages sur panneaux publicitaires. Tous les éléments de cette campagne mettront en avant le nouveau slogan mondial de Pepsi, Live For Now. Pepsi offrira également la possibilité aux consommateurs de gagner des voyages pour assister à la première mondiale du film à Los Angeles, qui comprendra aussi une performance live effectuée par Perry.

## Historique des sorties
| Pays             | Date           |
| ---------------- | -------------- |
| États-Unis       | 5 juillet 2012 |
| Canada           | 5 juillet 2012 |
| Australie        | 5 juillet 2012 |
| Nouvelle-Zélande | 5 juillet 2012 |
| Brésil,          | 10 août 2012   |